# Jasenica
Jasenica (in ungherese Jeszence) è un comune della Slovacchia facente parte del distretto di Považská Bystrica, nella regione di Trenčín.